# Ambrogio Molteni
Palmambrogio Molteni ist ein italienischer Drehbuchautor.
Molteni war zwischen 1959 und 1986 für zahlreiche kommerziell ausgerichtete Genrefilme am Drehbuch beteiligt, von Abenteuer- bis zu Sexfilmen und verriet dabei wenig künstlerische Ambitionen. 1964 inszenierte er die italienische Version des Films Delitto allo specchio; sein Ko-Regisseur war Jean Josipovici. Er war auch unter dem Pseudonym George Molten gelistet.

## Filmografie (Auswahl)
- 1959: Accadde al penitanziario
- 1960: David und Goliath (David e Golia)
- 1961: Vulcanus, der Titan (Vulcano figlio di Giove)
- 1964: Das letzte Gewehr (Jim il primo)
- 1966: 3 Kugeln für Ringo (Tre colpi di Winchester per Ringo)
- 1967: Pronto, Amigo (Ein Colt in der Hand des Teufels) (Una colt in pugno al diavolo)
- 1967: Uccideva a freddo
- 1968: El Zorro (El Zorro)
- 1970: Wanted Sabata
- 1971: Uccidi Django… uccidi per primo!!!
- 1973: Zahl und stirb (Sei bounty killers per una strage)
- 1975: Black Emanuelle (Emanuelle nera)
- 1977: Die Nonne und das Biest (Suor Emanuelle)
- 1977: Yellow Emanuelle (Il mondo dei sensi di Emy Wong)
- 1986: Kommando Schwarzer Panther (Tempo di guerra)